# تانگ چیا-هونگ
تانگ چیا-هونگ (انگلیسی: Tang Chia-hung؛ زادهٔ ۲۳ سپتامبر ۱۹۹۶) ژیمناست هنری اهل تایوان است.